# ササンガラス

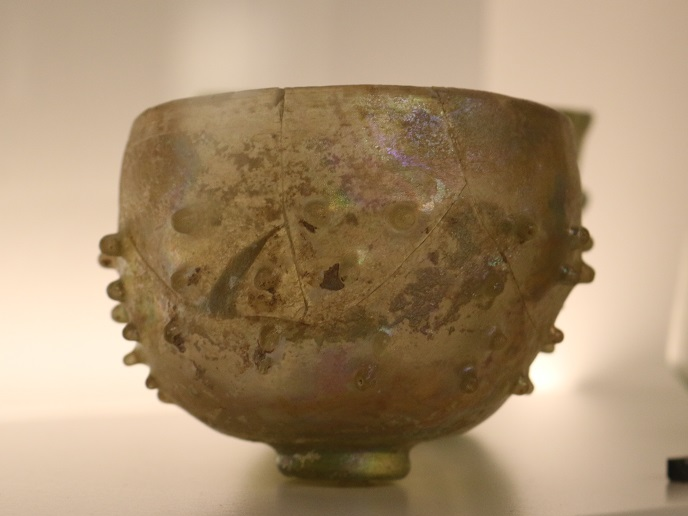
7世紀のササンガラス

ササンガラス（英語:sasanian glass）は、サーサーン朝ペルシアで作られたガラスを指す。ローマガラスの最盛期にササンガラスが登場し、その後にはイスラムガラスが繁栄した。ササンガラスをローマガラスに影響を受けたイスラムガラスに位置づける学説もある。しかし、ササンガラスはイスラムガラスともローマガラスとも異なる化学組成を有し、サーサーン朝ペルシア独自の文化及び美術を反映したガラスである。

## 交易品としてのササンガラス
ムスリムによるイスラーム世界と異なるサーサーン朝ペルシアでの文化で醸成されたガラス工芸は、シルクロードを経由して日本に渡来し、白瑠璃碗を初めガラス器具として正倉院に収蔵されている。また、ローマガラスが普及したキリスト教国家であるローマ帝国とも異なる、ゾロアスター教にもとづく独自の文化をサーサーン朝ペルシアは誇り、サーサーン朝ペルシアの工芸において織物と並んでササンガラスは欠かせない存在であった。サーサーン朝ペルシアのガラス工芸品は交易品として東西に広まり、後に続くイスラーム芸術にも大きな影響を与えた。

## 特徴
ファセットカット・ガラスはササンガラスの特徴の一つであり、高品質で美しいカットガラスが国家規模の管理により大量に生産された。切子はササンガラスの主流であり、5世紀から6世紀にかけて円形・楕円形などの形状をした様々な切子が作られた。正倉院に収蔵されている白瑠璃碗も切子であり類似品である白瑠璃碗（重要文化財）が安閑天皇陵古墳から出土している。白瑠璃碗と似たガラスで作られた水瓶がサーサーン朝ペルシアが栄えたイランで発見されたことより、サーサーン朝ペルシアから伝来したと考えられている。天平文化期のガラス器具には由来に諸説があり論争が続いている。なお、SPring-8を用いた岡山市立オリエント美術館などの研究により、天平文化期のものとみられる出土したガラス片は時期の異なるササンガラスであることがと解明されており日本にササンガラスが伝わっていたのは確実である。

## 化学組成と製法
ササンガラスはローマガラスの技法を受け継ぐ職人により生産され影響を受けたとされるが、異なった化学組成をしている。古代オリエントで作られたガラスに化学組成に近くマグネシウム、カリウムを多く含み、ササンガラスはソーダ石灰ガラスである。これはサーサーン朝ペルシアがローマ帝国との対立によりナトロンガラスの生産に必要な天然ソーダが利用できなかったために、植物灰をアルカリ源として利用したと考えられる。また、ガラスに含まれる不純物による着色を打ち消すためにササンガラスはマンガンを利用しており、ローマガラスより無色透明に近い。